# Đội tuyển bóng đá nữ quốc gia Campuchia
Đội tuyển bóng đá nữ quốc gia Campuchia đại diện cho Campuchia trong môn bóng đá nữ và do Liên đoàn bóng đá Campuchia (FFC) quản lý. 
Mặc dù liên đoàn bóng đá quốc gia được thành lập từ năm 1933 và nhận được hỗ trợ từ phía FIFA cũng như Liên đoàn bóng đá châu Á (AFC), bóng đá nữ không mấy phát triển so với các môn thể thao nữ khác trong nước. Giải vô địch quốc gia đầu tiên được tổ chức từ năm 2010. Đội tuyển quốc gia có trận chính thức đầu tiên vào tháng 6 năm 2018.
Đội tuyển U-16 nữ quốc gia do huấn luyện viên Sam Schweingruber dẫn dắt có trận đấu quốc tế đầu tiên vào năm 2009 gặp đội tuyển Lào, với cầu thủ đầu tiên ghi bàn cho đội tuyển nữ Campuchia là Nith Pean. Đội U-14 cũng do Schweingruber dẫn dắt tham dự Giải vô địch U-14 nữ châu Á 2011 tại Việt Nam. Vào năm 2012 đội U-13 tham gia thi đấu tại Liên hoan bóng đá nữ trẻ của AFC.

## Bối cảnh và phát triển
Liên đoàn bóng đá Campuchia được thành lập năm 1933 và gia nhập FIFA năm 1954. Liên đoàn cũng là thành viên của Liên đoàn bóng đá Đông Nam Á.
Chương trình AID27 của AFC hỗ trợ Campuchia tối đa 24.000 đô la một năm từ 2008 tới 2012 để phát triển bóng đá nữ tại đây. FIFA cũng hỗ trợ việc phát triển bóng đá nữ ở mức độ cơ sở. Cán bộ chương trình phát triển của FIFA, Sam Schweingruber, nói rằng: "Ở Campuchia, ngay từ ban đầu thật khó tưởng tượng rằng các cô gái sẽ tham gia chương trình phát triển bóng đá. Chúng tôi đã cố gắng vượt qua điều đó và giờ đây việc đó được xem là hoàn toàn bình thường. Điều đó chắc chắn sẽ giúp thúc đẩy sự tự tin của phụ nữ trẻ Campuchia và khiến họ cảm thấy mình quan trọng hơn."
Bóng đá nữ xếp trong khoảng thứ 5 tới thứ 10 trong danh sách các môn thể thao nữ tại Campuchia, tuy nhiên ngày càng nhiều người quan tâm tới nó. Cơ sở hạ tầng phục vụ thể thao là vấn đề chung của cả ngành thể thao Campuchia. Từ năm 2000 tới 2006, không có cầu thủ bóng đá nữ nào được đăng ký tại Campuchia, và không có câu lạc bộ nào trong số 65 câu lạc bộ bóng đá tại nước này mở cửa đối với nữ giới.
Vào năm 2007, chỉ có hai huấn luyện viên nữ, Gne Kom' Sorth và Lee Heang, là có bằng D huấn luyện viên của FIFA. Cả hai lấy bằng thông qua chương trình Tinh thần bóng đá của FIFA và có sứ mệnh mang bóng đá tới các khu vực bị ảnh hưởng bởi bom mìn. Vào năm 2008, người ta tổ chức một giải bóng đá nhằm phổ biến kiến thức về tác hại của bom mìn, trong đó có nhiều bé gái dưới 14 tuổi tham gia. Giải vô địch quốc gia lần đầu được tổ chức năm 2010. Bản quyền phát sóng World Cup nữ 2011 tại Campuchia được đài CBC đứng ra mua. Vào năm 2012, tại Battambang và Phnôm Pênh, có khoảng 400 cầu thủ nữ tham gia vào các câu lạc bộ.
Sự phát triển của bóng đá nữ ở Campuchia được FIFA hết sức khen ngợi. Vào năm 2009, một buổi hội thảo về bóng đá nữ được tổ chức ở Phnôm Pênh. Trong ba ngày hội thảo, Liên đoàn bóng đá Cambodia cho thấy sự ủng hộ của họ đối với sự phát triển của bóng đá nữ. Một sự kiện tương tự được FIFA hỗ trợ vào năm 2010.
Campuchia có trận đấu đầu tiên được FIFA công nhận vào ngày 30 tháng 6 năm 2018 khi giành chiến thắng 12–0 trước Đông Timor.

## Thống kê các giải đấu

### Thành tích tại các giải đấu
| Giải vô địch bóng đá nữ thế giới | Giải vô địch bóng đá nữ thế giới | Giải vô địch bóng đá nữ thế giới | Giải vô địch bóng đá nữ thế giới | Giải vô địch bóng đá nữ thế giới | Giải vô địch bóng đá nữ thế giới | Giải vô địch bóng đá nữ thế giới | Giải vô địch bóng đá nữ thế giới |
| Năm                              | Kết quả                          | St                               | T                                | H                                | B                                | Bt                               | Bb                               |
| -------------------------------- | -------------------------------- | -------------------------------- | -------------------------------- | -------------------------------- | -------------------------------- | -------------------------------- | -------------------------------- |
| 2019                             | Không tham dự                    | Không tham dự                    | Không tham dự                    | Không tham dự                    | Không tham dự                    | Không tham dự                    | Không tham dự                    |
| 2023                             | Không tham dự                    | Không tham dự                    | Không tham dự                    | Không tham dự                    | Không tham dự                    | Không tham dự                    | Không tham dự                    |
| 2027                             | Không vượt qua vòng loại         | Không vượt qua vòng loại         | Không vượt qua vòng loại         | Không vượt qua vòng loại         | Không vượt qua vòng loại         | Không vượt qua vòng loại         | Không vượt qua vòng loại         |
| Tổng cộng                        | .                                | .                                | .                                | .                                | .                                | .                                | .                                |

| Cúp bóng đá nữ châu Á | Cúp bóng đá nữ châu Á    | Cúp bóng đá nữ châu Á    | Cúp bóng đá nữ châu Á    | Cúp bóng đá nữ châu Á    | Cúp bóng đá nữ châu Á    | Cúp bóng đá nữ châu Á    | Cúp bóng đá nữ châu Á    |
| Năm                   | Kết quả                  | St                       | T                        | H                        | B                        | Bt                       | Bb                       |
| --------------------- | ------------------------ | ------------------------ | ------------------------ | ------------------------ | ------------------------ | ------------------------ | ------------------------ |
| 2018                  | Không tham dự            | Không tham dự            | Không tham dự            | Không tham dự            | Không tham dự            | Không tham dự            | Không tham dự            |
| 2022                  | Không tham dự            | Không tham dự            | Không tham dự            | Không tham dự            | Không tham dự            | Không tham dự            | Không tham dự            |
| 2026                  | Không vượt qua vòng loại | Không vượt qua vòng loại | Không vượt qua vòng loại | Không vượt qua vòng loại | Không vượt qua vòng loại | Không vượt qua vòng loại | Không vượt qua vòng loại |
| Tổng cộng             | .                        | .                        | .                        | .                        | .                        | .                        | .                        |

| Đại hội Thể thao châu Á | Đại hội Thể thao châu Á | Đại hội Thể thao châu Á | Đại hội Thể thao châu Á | Đại hội Thể thao châu Á | Đại hội Thể thao châu Á | Đại hội Thể thao châu Á | Đại hội Thể thao châu Á |
| Năm                     | Kết quả                 | St                      | T                       | H                       | B                       | Bt                      | Bb                      |
| ----------------------- | ----------------------- | ----------------------- | ----------------------- | ----------------------- | ----------------------- | ----------------------- | ----------------------- |
| 2018                    | Không tham dự           | Không tham dự           | Không tham dự           | Không tham dự           | Không tham dự           | Không tham dự           | Không tham dự           |
| 2022                    | Không tham dự           | Không tham dự           | Không tham dự           | Không tham dự           | Không tham dự           | Không tham dự           | Không tham dự           |
| 2026                    | Chưa xác định           | Chưa xác định           | Chưa xác định           | Chưa xác định           | Chưa xác định           | Chưa xác định           | Chưa xác định           |
| 2030                    | Chưa xác định           | Chưa xác định           | Chưa xác định           | Chưa xác định           | Chưa xác định           | Chưa xác định           | Chưa xác định           |
| 2034                    | Chưa xác định           | Chưa xác định           | Chưa xác định           | Chưa xác định           | Chưa xác định           | Chưa xác định           | Chưa xác định           |
| Tổng cộng               | .                       | .                       | .                       | .                       | .                       | .                       | .                       |

| Giải vô địch bóng đá nữ Đông Nam Á | Giải vô địch bóng đá nữ Đông Nam Á | Giải vô địch bóng đá nữ Đông Nam Á | Giải vô địch bóng đá nữ Đông Nam Á | Giải vô địch bóng đá nữ Đông Nam Á | Giải vô địch bóng đá nữ Đông Nam Á | Giải vô địch bóng đá nữ Đông Nam Á | Giải vô địch bóng đá nữ Đông Nam Á |
| Năm                                | Kết quả                            | St                                 | T                                  | H                                  | B                                  | Bt                                 | Bb                                 |
| ---------------------------------- | ---------------------------------- | ---------------------------------- | ---------------------------------- | ---------------------------------- | ---------------------------------- | ---------------------------------- | ---------------------------------- |
| 2018                               | Vòng bảng                          | 4                                  | 1                                  | 0                                  | 3                                  | 12                                 | 27                                 |
| 2019                               | Vòng bảng                          | 3                                  | 0                                  | 0                                  | 3                                  | 1                                  | 24                                 |
| 2022                               | Vòng bảng                          | 4                                  | 1                                  | 1                                  | 2                                  | 4                                  | 8                                  |
| 2025                               | Vòng bảng                          | 3                                  | 0                                  | 1                                  | 2                                  | 1                                  | 14                                 |
| Tổng cộng                          | Vòng bảng                          | 14                                 | 2                                  | 2                                  | 10                                 | 18                                 | 73                                 |

| SEA Games | SEA Games     | SEA Games     | SEA Games     | SEA Games     | SEA Games     | SEA Games     | SEA Games     |
| Năm       | Kết quả       | St            | T             | H             | B             | Bt            | Bb            |
| --------- | ------------- | ------------- | ------------- | ------------- | ------------- | ------------- | ------------- |
| 2019      | Không tham dự | Không tham dự | Không tham dự | Không tham dự | Không tham dự | Không tham dự | Không tham dự |
| 2021      | Vòng bảng     | 2             | 0             | 0             | 2             | 0             | 12            |
| 2023      | Hạng tư       | 5             | 2             | 0             | 3             | 3             | 13            |
| Tổng cộng | Vòng bảng     | 7             | 2             | 0             | 5             | 3             | 25            |

## Lịch thi đấu và kết quả

### 2018
| 30 tháng 6 năm 2018 Giao hữu | Campuchia | 12–0 | Đông Timor | Palembang, Indonesia                      |  |
| 13:00 UTC+0                  |           |      |            | Sân vận động: Sân vận động Bumi Sriwijaya |  |

| 2 tháng 7 năm 2018 Giao hữu | Campuchia | 0–4 | Malaysia | Palembang, Indonesia                      |  |
| 13:00 UTC+7                 |           |     |          | Sân vận động: Sân vận động Bumi Sriwijaya |  |

| 4 tháng 7 năm 2018 Giao hữu | Thái Lan | 11–0 | Campuchia | Palembang, Indonesia                      |  |
| 10:00 UTC+7                 |          |      |           | Sân vận động: Sân vận động Bumi Sriwijaya |  |